# Мовне питання в Манітобі
Мовне питання в Манітобі — питання про статус французької мови по відношенню до англійської в канадській провінції Манітоба. Особливої гостроти питання набуло у другій половині XIX століття, коли вибухнула гостра політична криза в провінції Манітоба, яка стала результатом кривавого міжетнічного протистояння в Канаді. Криза, що отримала назву «Питання про школи Манітоби» (фр. Question des écoles du Manitoba, англ. Manitoba Schools Question), була підсумком політики асиміляції, розгорнутої англо-канадськими силами, орієнтованими на Британську імперію, проти франко-канадського населення країни.

## Передумови
До 1759 року Канада була частиною Нової Франції та контролювалася французькою короною. Все європейське населення (60 000 чоловік) було франкомовним. Захоплення колонії британцями привіло до появи на території Канади крупної англомовної меншини, яка поступово перетворилася на більшість і встановила в Канаді жорсткий культурно-мовний диктат з узаконеною мовною, расовою та релігійною дискримінацією населення. Французька мова, яка отримала широке поширення не тільки в Східній Канаді, але й Західній Канаді (особливо в провінції Манітоба), піддалася гонінням з боку англомовної більшості, яка організувала проти франко-канадців свій Ку-клукс-клан, що лютував в Саскачевані. Навіть у самому Квебеці франко-канадці, що складали 75-80% населення, піддавалися різної державної дискримінації з боку англо-квебекців, особливо на побутовому рівні. Фраза «Говоріть як білі» висловлювала характерне ставлення до франко-канадців з боку англомовного суспільства.

## Конфлікт
Незважаючи на перехід під владу британської корони і усілякі перешкоди, франкоканадські мисливці та колоністи інтенсивно проникали в Манітобу і сусідні території в приватному порядку. Там, до жаху британців, які прагнули «забезпечити чистоту раси», вони охоче вступали в шлюби з індіанськими жінками, привівши до утворення цілого класу канадських метисів. Їх мова — мічиф — стала складним продуктом синтезу французької лексики та граматики автохонних мов. До середини XIX століття досить численні канадські метиси утворили свою «державу Червоної річки», яку очолив франкомовний метис Луї Ріель. Білі британські колоністи та англо-канадці з сусіднього Онтаріо розгорнули хижацьку лихоманку в спробі привласнити пустельні території в досить малонаселеній провінції, де більшість населення тим не менш становили франкомовні метиси. У Манітобі спалахує повстання на Ред-Рівер, жорстоко придушене британцями. Луї Ріель втік до США, а потім був страчений в 1885 році. Білі переселенці хлинули до провінції, де натрапили на потужну опозицію з боку метисів. У 1870 році парламент Канади своїм «Законом про Манітобу» включив провінцію до складу Канади і проголосив в країні двомовну систему освіти (англо-протестантську і франко-католицьку), що вже існувала в Квебеці. Незважаючи на прийняті раніше домовленості, британці та англо-канадці в односторонньому порядку заборонили освіту французькою мовою в 1890 році. В 1892 році французька мова була заборонена і в Північно-західних територіях. Втручання папи римського Лева XIII в переговори між сторонами поклало початок спробам знайти компроміс у провінції, яку роздирають расизм, сегрегація та жахи Ку-клукс-клана. Франкомовне населення втекло або було знищено. Англо-канадці, попередньо позбавивши франко-католицькі школи державного фінансування, дозволяли навчання французькою лише вибірково за своїм бажанням і за умови, що в класі набиралося не менше 10 осіб. В 1916 році білі, сфальсифікувавши статистичні дані, оголосили, що в провінції майже не залишилося католиків, і вже тим більше франкофонів, і повністю покінчили з використанням французької мови, яку тим не менше зберігали в домашньому побуті метиси. Полегшення прийшло лише в 1969 році, коли французька мова знову була визнана в провінції офіційною, хоча тільки на федеральному рівні.

## Сучасна мовна ситуація в Манітобі
Незважаючи на різке скорочення, франко-манітобці зберігаються в провінції і сьогодні. 45520 чоловік (4,0% населення провінції) вважають французьку мову рідною (Перепис населення Канади 2006). З них 20 515 осіб як і раніше використовують рідну мову в більшості повсякденних ситуацій. Головним місцем концентрації франко-манітобської культури є квартал Святого Боніфація в Вінніпезі, де розташовується головний університет франко-канадців і єдиний франкомовний університет на заході країни.

## Резонанс у Квебеку
Занепад французької мови та культури в Західній Канаді привів до різкої етнічно-мовної мобілізації всередині Квебеку, яка зберігається до наших днів. Частка англо-квебекців, що так і не зуміли адаптуватися до унікальної демолінгвістичної ситуації у Квебеку, скоротилася з 25% в 1880 році до 8,2% в 2006 році. У 1960-х роках розгорнулася Тиха революція, що завершилася ухваленням Хартії французької мови в 1977 році, що проголосила французьку мову єдиною офіційною в провінції.